# Рябинино (Пермский край)
Рябинино — посёлок в Чердынском районе Пермского края. Административный центр Рябининского сельского поселения.

## История
Населённый пункт был основан в апреле 1923 года. Первоначально известен как посёлок Муромцево. Создан для рабочих, занятых на сплавных работах и в затоне. В 1930 году уже известен как пристань Рябинино (Рябиновка). Новое название дано по местной реке Рябиновка. В 1930-х годах здесь существовал участок Чердынского леспромхоза, затем — Рябининский сплавной рейд системы ГУЛАГа, который в ноябре 1946 года передан тресту «Камлесосплав». Между устьями рек Вишера и Колва была создана сплоточно-формировочная сетка, на которой в период навигации трудилось все взрослое население Рябинино.
Со 2 января 1963 до января 2006 года Рябинино было центром Рябининского сельского совета. В Рябинино родился губернатор Пермского края Дмитрий Махонин.

## Географическое положение
Расположен на правом берегу реки Вишера, примерно в 10 км к югу от районного центра, города Чердынь.

## Население
| 2010 | 2021  |
| ---- | ----- |
| 1661 | ↘1482 |

## Улицы[4]
- 1 Мая ул.
- Вишерская ул.
- Зелёная ул.
- Коммунистическая ул.
- Ленина ул.
- Лесная ул.
- Логовая ул.
- Молодежная ул.
- Набережная ул.
- Нагорная ул.
- Октябрьская ул.
- Пасечная ул.
- Первомайская ул.
- Пожарный проезд
- Северная ул.
- Советская ул.
- Сплавщиков ул.
- Строителей ул.
- Трактовая ул.
- Уральская ул.
- Южная ул.

## Топографические карты
- Лист карты P-40-137,138 Курган. Масштаб: 1 : 100 000. Состояние местности на 1982 год. Издание 1988 г.